# UAE Team Emirates/Saison 2018
Diese Liste beschreibt die Mannschaft und die Erfolge des Radsportteams UAE Team Emirates in der Saison 2018.

## Erfolge in der UCI WorldTour
In den Rennen der UCI WorldTour Saison 2018 der UCI WorldTour gelangen die nachstehenden Erfolge.
| Datum       | Rennen                          | Sieger             |
| ----------- | ------------------------------- | ------------------ |
| 21. Februar | 1. Etappe Abu Dhabi Tour        | Alexander Kristoff |
| 1. Mai      | Eschborn-Frankfurt              | Alexander Kristoff |
| 8. Juni     | 5. Etappe Critérium du Dauphiné | Daniel Martin      |
| 13. Juni    | 5. Etappe Tour de Suisse        | Diego Ulissi       |
| 12. Juli    | 6. Etappe Tour de France        | Daniel Martin      |
| 29. Juli    | 21. Etappe Tour de France       | Alexander Kristoff |

## Erfolge in der UCI Asia Tour
In den Rennen der UCI Asia Tour Saison 2018 der UCI Asia Tour gelangen die nachstehenden Erfolge.
| Datum       | Rennen                   | Kat. | Sieger             |
| ----------- | ------------------------ | ---- | ------------------ |
| 18. Februar | 6. Etappe Oman-Rundfahrt | 2.HC | Alexander Kristoff |

## Erfolge in der UCI Europe Tour
In den Rennen der UCI Europe Tour Saison 2018 der UCI Europe Tour gelangen die nachstehenden Erfolge.
| Datum    | Rennen                           | Kat. | Sieger             |
| -------- | -------------------------------- | ---- | ------------------ |
| 7. Juni  | Grosser Preis des Kantons Aargau | 1.HC | Alexander Kristoff |
| 13. Juni | 1. Etappe Slowenien-Rundfahrt    | 2.1  | Simone Consonni    |

## Erfolge bei den Nationalen Straßen-Radsportmeisterschaften
In den Rennen zu den Nationalen Straßen-Radsportmeisterschaften 2018 gelangen die nachstehenden Erfolge.
| Datum    | Rennen                                    | Sieger               |
| -------- | ----------------------------------------- | -------------------- |
| 24. März | Meisterschaft von VAE – Straßenrennen     | Yousif Mirza         |
| 31. März | Meisterschaft von VAE – Einzelzeitfahren  | Yousif Mirza         |
| 24. Juni | Norwegische Meisterschaft – Straßenrennen | Vegard Stake Laengen |

## Mannschaft
| Teamkader 2018                            | Teamkader 2018     | Teamkader 2018               | Teamkader 2018                      |
| Name                                      | Geburtsdatum       | Land                         | Vorheriges Team                     |
| ----------------------------------------- | ------------------ | ---------------------------- | ----------------------------------- |
| Anass Aït El Abdia                        | 21. März 1993      | Marokko                      | World Cycling Centre (2016)         |
| Fabio Aru                                 | 3. Juli 1990       | Italien                      | Astana (2017)                       |
| Darwin Atapuma                            | 15. Januar 1988    | Kolumbien                    | BMC Racing Team (2016)              |
| Matteo Bono                               | 11. November 1983  | Italien                      |                                     |
| Sven Erik Bystrøm                         | 21. Januar 1992    | Norwegen                     | Katusha-Alpecin (2017)              |
| Simone Consonni                           | 12. September 1994 | Italien                      | Colpack (2016)                      |
| Valerio Conti                             | 30. März 1993      | Italien                      |                                     |
| Rui Costa                                 | 5. Oktober 1986    | Portugal                     | Movistar Team (2013)                |
| Kristijan Đurasek                         | 26. Juli 1987      | Kroatien                     | Adria Mobil (2012)                  |
| Roberto Ferrari                           | 9. März 1983       | Italien                      | Androni Giocattoli-Venezuela (2012) |
| Filippo Ganna                             | 25. Juli 1996      | Italien                      | Colpack (2016)                      |
| Alexander Kristoff                        | 5. Juli 1987       | Norwegen                     | Katusha-Alpecin (2017)              |
| Vegard Stake Laengen                      | 7. Februar 1989    | Norwegen                     | IAM Cycling (2016)                  |
| Marco Marcato                             | 11. Februar 1984   | Italien                      | Wanty-Groupe Gobert (2016)          |
| Daniel Martin                             | 20. August 1986    | Irland                       | Quick-Step Floors (2017)            |
| Yousef Mirza Bani Hammad                  | 8. Oktober 1988    | Vereinigte Arabische Emirate | Al Nasr-Dubai (2016)                |
| Manuele Mori                              | 8. September 1980  | Italien                      | Scott-American Beef (2008)          |
| Simone Petilli                            | 4. Mai 1993        | Italien                      | Unieuro Wilier (2015)               |
| Jan Polanc                                | 6. Mai 1992        | Slowenien                    | Radenska (2013)                     |
| Edward Ravasi                             | 5. Juni 1994       | Italien                      | Colpack (2016)                      |
| Aljaksandr Rabuschenka                    | 12. Oktober 1995   | Belarus                      |                                     |
| Rory Sutherland                           | 8. Februar 1982    | Australien                   | Movistar Team (2017)                |
| Ben Swift                                 | 5. November 1987   | Vereinigtes Königreich       | Team Sky (2016)                     |
| Oliviero Troia                            | 1. September 1994  | Italien                      | Colpack (2016)                      |
| Diego Ulissi                              | 15. Juli 1989      | Italien                      |                                     |
| Przemysław Niemiec (1. Jan.–14. Okt.)     | 11. April 1980     | Polen                        | Miche (2010)                        |
|                                           |                    |                              |                                     |
| Quellen: ProCyclingStats Cycling Quotient |                    |                              |                                     |